# Guilin Kim
 (janvier 2025).
Kim Guiline (hangeul: 김기린), né en 1936 et mort le 12 août 2021 à Paris, est un peintre coréen. Il fait partie du mouvement monochrome coréen Dansaekhwa.

## Biographie
Kim Guiline étudie d’abord le français et la littérature française à l’université de Hankuk des langues étrangères à Séoul.
Il décide de venir en France en 1961 afin de suivre une formation d’histoire de l’art à l'université de Dijon, puis complète ces cours par un diplôme à l’École nationale supérieure des beaux-arts de Paris entre 1965 et 1968. En 1971, il est diplômé de l’École nationale supérieure des arts décoratifs.
Il arrive en France avec la volonté de devenir poète, mais la langue étant difficile à maîtriser, il se tourne finalement vers la peinture pour exprimer son art.

## Style artistique
(janvier 2025).
Au tout début de son art, dans les années 60, Kim Guiline peint des toiles en reprenant les thèmes traditionnels de la peinture chinoise et coréenne, tels que la nature, les paysages de montagne, les vols d’oiseaux ou encore la lune. Ces toiles tendent vers l’abstraction avec l’évocation subtile des formes et du mouvement. L’artiste est très vite apprécié du public français qui achète presque la totalité de sa création lors de son exposition au Cellier de Clairvaux à Dijon en 1965.
Son style évolue ensuite vers une abstraction marquée, privilégiant une lecture poétique du médium peinture. Les figures sont plus stylisées car métaphoriques du monde intérieur du peintre. La nature est ainsi évoquée par des formes simplifiées et épurées.
Kim Guiline peint sur une surface plane qu’il colore, insistant sur les contrastes de sa palette. En cela, son travail rappelle les œuvres de l’artiste franco-russe, Serge Poliakoff (1900-1969).
Kim Guiline travaille sur une purification poussée, qui montre l’influence du courant minimaliste et celle de Kasimir Malevitch (1879-1935). Une certaine spiritualité se dégage de ses œuvres peintes.
Dans les années 1970, il entame une série d’œuvres qu’il appelle Visible, Invisible rappelant indéniablement le groupe Supports/Surfaces, où il commence l’étude de monochromes. Cette fois la technique est assumée et visible sur la toile, une rigueur qui entraine une uniformisation de l’application de la couleur sur le support. Son art devient plus conceptuel.
Ses monochromes sont d’abord noirs. Kim Guiline applique environ une trentaine de couches de noir qu’il dilue à la térébenthine par une application pulvérisée, résultant une homogénéisation de la couleur sur toute la surface de la toile et donnant un aspect mat.
Les monochromes de couleurs vont ensuite prendre place dans son œuvre. Pour l’artiste, la couleur est une manifestation de l’énergie qu’il fait émaner de sa toile pour la présenter au contemplateur. C’est une force presque archaïque qui s’en dégage, montrant l’obsession du peintre pour la puissance des origines.
Pour lui, la couleur représente son âme. Il s'appuie sur cinq couleurs : le noir, le blanc, le rouge, le bleu et le vert. Le rouge représente la passion, le noir la terre, le vert la nature et le blanc l'espoir.
Il conceptualise tout cela en rejoignant le mouvement coréen de monochrome, appelé le Dansaekhwa. Mais contrairement aux autres membres du groupe, Kim Guiline s’attache moins à révéler la texture des surfaces que de révéler la puissance des couleurs qu’elles accueillent. Par la puissance de la couleur pure, Kim Guiline évoque l'énergie spirituelle de l'œuvre.
À partir de 1978, avant de remplir sa toile de pigment monochrome, il réalise des lignes verticales et horizontales sur tout l’ensemble. Il fait apparaître des petits carrés qu’il va ensuite colorer un par un, puis les recouvrir de couches.
Dans les années 80, l’artiste peintre abandonne cette technique pour dessiner quelques lignes qu’il fait s’entrecroiser. C’est le cas dans sa série Outside Inside, où il crée des monochromes de couleurs uniquement primaires. Il applique son pinceau par touches de formes ovales sur toute la toile déjà peinte. Il procède ensuite par un recouvrement du tout. L’accumulation de la couleur joue sur plusieurs tons et des textures différentes. Un léger relief se dessine si l’on s’approche de l’œuvre.
L’artiste semble s’interroger sur la matérialité de sa toile maintenant recouverte qu’il s’amuse à révéler. Il va ainsi creuser dans cette épaisseur des légères griffures. L'œuvre de Kim Guiline est un espace où naissent les rêves. Grâce à la toile muette qui ne laisse apparaître qu'une couleur profonde, le spectateur regarde l'œuvre comme un espace de méditation au lieu d'un espace de perception.
Cette technique d’accumulation est reprise dans ses collages où il s’amuse à superposer du papier traditionnel coréen.
Les œuvres de Kim Guiline sont conçues comme un art suggestif, des poèmes de couleurs et de matières. L'artiste écrit de la poésie par le biais de la peinture, visant toujours une image poétique.

## Expositions
- Art d'Extrême-Orient: Guiline KIM - Galerie J. Barrère (septembre-novembre 1989)
- The Opening Exhibition, Seoul National University Museum MoA, Seoul, South Korea (2006)
- Korean Abstract Art 1958-2008, Seoul Museum of Art, Seoul, South Korea (2008)
- Qui is Full, Daegu Art Museum, Daegu, South Korea (2011)
- Dansaekhwa: Korean Monochrome Painting, National Museum of Modern and Contemporary Art, Gwacheon, South Korea (2012)
- Scenes vs Scenes, Buk Seoul Museum of Art, Seoul, South Korea (2013)
- Inhabiting the World, Busan Biennale, Busan, South Korea (2014)
- Color Pool, Gyeonggi Museum of Modern Art, Ansan, South Korea (2015)
- Séoul-Paris-Séoul, musée Cernuschi, (2015-2016)

- Peintures 1975-2015, RX&SLAG, Paris, (octobre-novembre 2024)
- Undeclared Fields, Galerie Hyundai, (juin-juillet 2024)

### Lieux d'exposition de ses œuvres
- National Museum of Modern Art, Paris, France
- CNAP (Centre national des arts plastiques), France
- National Museum of Modern and Contemporary Art, Corée du Sud
- Leeum Museum, Séoul
- Busan Museum of Art, Corée du Sud
- Daegu Museum of Art, Corée du Sud